# Maintrockenhänge am Kallmuth
Maintrockenhänge am Kallmuth este o arie protejată (arie specială de conservare — SAC, sit de importanță comunitară — SCI) din Germania întinsă pe o suprafață de 18,24 ha, integral pe uscat.

## Localizare
Centrul sitului Maintrockenhänge am Kallmuth este situat la coordonatele 49°48′00″N 9°37′29″E / 49.8°N 9.6247°E.

## Înființare
Situl Maintrockenhänge am Kallmuth a fost declarat sit de importanță comunitară în martie 2001 pentru a proteja 2 specii de animale. Situl a fost protejat și ca arie specială de conservare în aprilie 2016.

## Biodiversitate
Situată în ecoregiunea continentală, aria protejată conține 5 habitate naturale: Pajiști carstice calcaroase sau bazofile, de Alysso-Sedion albi, Pajiști uscate seminaturale și facies de acoperire cu tufișuri pe substraturi calcaroase (Festuco-Brometalia) (* situri importante pentru orhidee), Pajiști uscate seminaturale și facies de acoperire cu tufișuri pe substraturi calcaroase (Festuco-Brometalia) (* situri importante pentru orhidee), Fânețe de joasă altitudine (Alopecurus pratensis, Sanguisorba officinalis), Grohotișuri medio-europene calcaroase, de la nivel colinar și montan.
La baza desemnării sitului se află mai multe specii protejate:
- păsări (1): sfrâncioc roșiatic (Lanius collurio)
- nevertebrate (1): Euplagia quadripunctaria

Pe lângă speciile protejate, pe teritoriul sitului au mai fost identificate 2 specii de reptile.